# Tineo (kommunhuvudort)
Tineo är en kommunhuvudort i Spanien.   Den ligger i provinsen Province of Asturias och regionen Asturien, i den nordvästra delen av landet, 400 km nordväst om huvudstaden Madrid. Tineo ligger 704 meter över havet och antalet invånare är 11 146.
Terrängen runt Tineo är kuperad. Runt Tineo är det ganska glesbefolkat, med 21 invånare per kvadratkilometer. Tineo är det största samhället i trakten. I omgivningarna runt Tineo växer i huvudsak blandskog.